# Noblesse polonaise

Armoiries de la république des Deux Nations.

La noblesse polonaise (szlachta) englobe la haute noblesse et la grande noblesse titrée (aristocratie) ainsi que la moyenne et la petite noblesse de la république des Deux Nations (Pologne-Lituanie), appelée aussi "République nobiliaire" du fait de l'importance numérique et politique des nobles. En effet, les armoiries et les privilèges d’état nobiliaire étaient le partage aussi bien des membres de la petite noblesse que de grands magnats de la haute noblesse.
En Pologne, la noblesse en tant qu'ordre social a été abolie par la constitution en 1921.

## Histoire
La noblesse polonaise trouve son origine dans la chevalerie qui, au Moyen Âge, soutenait le roi, des princes ou de grands seigneurs. Elle est apparue aux alentours du Xe siècle à la suite de la création de l’État polonais sur le territoire des Polanes et des autres peuples slaves voisins et apparentés : Vislanes, Slézanes. Elle est alors composée de l’ensemble des familles combattant pour leur prince. Ces familles d'épée constituent alors l’élite du pays, chacune bénéficiant de terres et de privilèges en rétribution du soutien qu'elles apportent au roi. Progressivement, ces familles prennent de l’importance et concentrent autour d’elles de nouvelles familles anoblies.
En 1791, à la veille de la disparition de l’État polonais souverain, la noblesse polonaise se décompose principalement en deux groupes : la « grande noblesse » constituée par moins de 300 familles possédant des domaines très étendus et occupant souvent les plus hautes charges de l'État dont les magnats, et la « petite noblesse », rassemblant plusieurs milliers de familles de petits propriétaires terriens dont certains pauvres.

### République nobiliaire et monarchie élective
En comparaison avec certains pays européens, la noblesse polonaise est plus nombreuse. En 1791, à la veille de la disparition de l’État polonais souverain, elle représente environ 8 à 10 % la population, contre 1 à 3 % en Allemagne, France ou Russie.
Si dans les autres pays, une grande partie de la noblesse est représentée par des familles anoblies par la robe, en Pologne, au contraire, presque toute la noblesse declare d'être la noblesse d'épée, c'est-à-dire issue, depuis des temps immémoriaux, de l’ancienne chevalerie. Selon le sentiment général, la seule voie valable conduisant au blason est celle des mérites acquis sur le champ de bataille.
Par ailleurs, les droits dont jouit la noblesse polonaise sont radicalement différents des privilèges accordés à cet état social dans les autres pays. Outre des privilèges économiques et juridiques, typiques de toute l’Europe, les nobles polonais possèdent droits politiques et garanties civiles comme: 
1. Le droit de participer à la gouvernance du pays et contrôler les décisions politiques du roi (Nihil novi, 1505),
2. La liberté de religion et l’élection du roi par la noblesse confédérée lors des élections libres (Confédération de Varsovie, 1573),
3. Le droit de se retirer d’une allégeance si le roi rompt les lois nationales ou les conditions du pacte conclu avec la nation (pacta conventa) (1573-1609),
4. La justice autonome (1586) et la garantie légale de la liberté d’expression (1609)[5]
5. L’immunité corporelle (Neminem captivabimus nisi iure victum (pl), 1433),

La noblesse polonaise reconnait l'égalité de sexe dans le domaine de la propriété. Contrairement aux autres pays européens où la femme appartient à son mari ou à sa famille, la Polonaise noble possède des terres en son nom propre.
À partir du XVIIe siècle, la noblesse polonaise se considère comme seule et unique nation. Cette cécité pour l’existence des autres corps sociaux, critiquée déjà au XVIe siècle par, entre autres Andrzej Frycz Modrzewski ou Jan Łaski, est encore dénoncée par les réformateurs à la fin du XVIIIe siècle, ainsi que les historiens jugeant cette caste à la lumière de l'effondrement et des partages par les monarchies absolues voisines de la république des Deux Nations.

### La liberté dorée et ses limites
Depuis le XVIe siècle les nobles polonais entendent par liberté l'exercice par les citoyens de leur propre volonté et non de celle de leur souverain. Le roi n'est que primus inter pares et théoriquement tout noble peut prétendre à se faire élire roi par ses pairs.
La liberté de la parole et des réunions politiques de la noblesse est complète. La communauté des nobles, agissant comme nation politique dans l’État, doit, en collaboration avec le roi électif, donc faible, gouverner le pays par l’intermédiaire de la Diète composée des dignitaires du Royaume, tous nobles, et par l’intermédiaire des communautés régionales des nobles, les diétines.
L'essor du parlementarisme va de pair avec la liberté religieuse qui à l'époque de la Reforme fait figure d'exception en Europe. Ainsi dès la fin du XVIe siècle, l'État polono-lituanien plurinational et pluriconfessionnel comprend des Polonais, des Lituaniens, des Allemands, des Juifs, des Ruthènes c'est-à-dire des futurs Biélorussiens et des Ukrainiens, et il accueille aussi bien des catholiques, des orthodoxes et des juifs que des Arméniens et des musulmans.
La Contre-Réforme de la fin du XVIe siècle change cet état de grâce et déséquilibre ce grand ensemble. En effet, au cours du XVIIe siècle la religion catholique devient, à côté de la langue, un facteur primordial pour la distinction de l'identité nationale polonaise par rapport aux nations voisines pratiquant l'orthodoxie (à l'est), l'islam (à l'est et au sud) et le protestantisme (à l'ouest et au nord). Cela prend d'autant plus d'importance que le XVIIe siècle est un siècle des guerres défensives aux frontières qui se succèdent sans répit : contre la Turquie, contre la Moscovie, contre la Suède. C'est également l'époque d'une défense contre le Brandebourg et la Prusse. Il s'agit donc des guerres avec les orthodoxes, les musulmans et les protestants et la Pologne devient une sorte de rempart du catholicisme. C'est à cette époque et notamment après l'invasion suédoise de 1655, vécue comme une véritable croisade contre les catholiques, que l'on commence à identifier la polonité avec le catholicisme.
Au cours de ce siècle, la République perd un tiers de sa population, une grande partie de son territoire et son statut de puissance régionale. Les villes, les mines, les fonderies, les bâtiments ruraux, les semailles sont ravagés et les troupeaux décimés.
Indissociable du droit constitutionnel polonais, le Liberum veto appliqué dans la Diète polonaise à partir de 1652, permet à un seul député opposant d'annuler les décisions de l'Assemblée. Conçu comme une garantie contre toute atteinte aux libertés individuelles, son usage avec le temps connait des dérives et à l'époque des invasions de ses puissants voisins Russes, Autrichiens, et Prussiens, devient un instrument de la paralysie des institutions polonaises,.
Le manque de reformes fige le système et se traduit à la fois par l'immobilité sociale et l'ascension vers la deuxième moitié du XVIIe siècle d'une oligarchie toute-puissante de magnats. Leur domination économique et politique croissante se fait au détriment de l'importance et le nombre de la noblesse moyenne.

Au milieu du XVIIIe siècle, une poignée de familles : Radziwiłł, Potocki, Branicki, Zamoyski, Lubomirski, Czartoryski, et Sapieha accaparent la plupart des charges héréditaires et accumulent des fortunes terriennes plus importante que celle de la Couronne. Leurs états dans l’État peuplés de centaines de milliers de serfs et leur loyalisme suspect envers la République devient la cible de toutes intrigues étrangères. Leur participation à la confédération de Targowica en 1792 qui a mené directement à la chute du pays est jusqu'à aujourd'hui symbole et synonyme de la haute trahison.

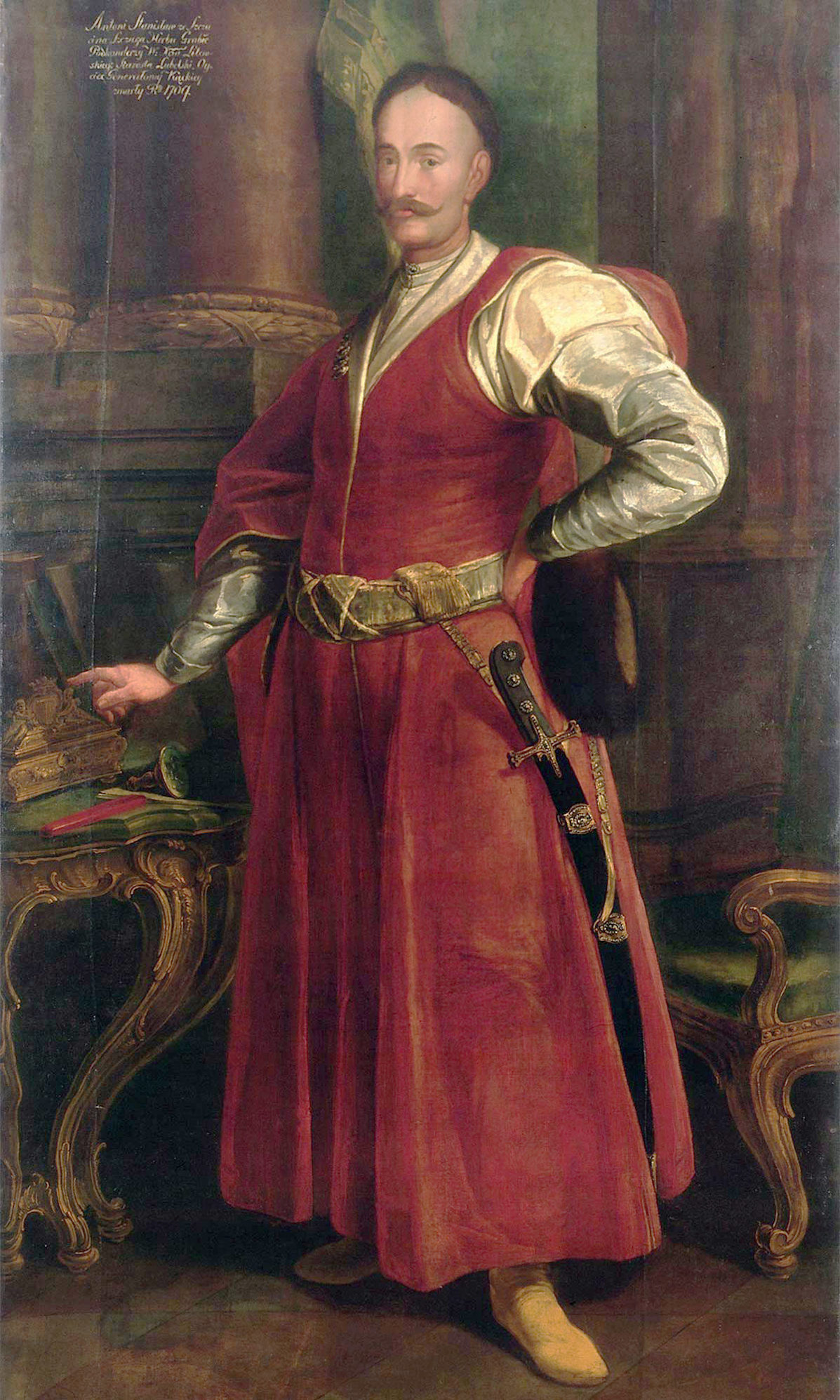
Noble polonais du à la mode sarmate.

### Sarmatisme comme mythe fondateur de la noblesse polonaise
La nation nobiliaire plurinationale et pluriconfessionnelle a besoin d'une idéologie qui réconcilie toutes les sensibilités. À partir du XVIe siècle apparait le mythe protochroniste d’une origine commune à tous les nobles, censés être issus des Sarmates, un peuple cavalier scythe de l'Antiquité, dont la noblesse polonaise aurait hérité la vaillance, le courage et le goût de la liberté. L’identité sarmate combine un sentiment de supériorité sur les roturiers avec un égalitarisme entre nobles. On loue d’autant plus cette égalité juridique qu’elle est de plus en plus menacée par la puissance des "magnats".
L’historien Jan Długosz est le premier à en faire un récit ; les poètes Jan Kochanowski, Mikołaj Rej et beaucoup d'autres exaltent leurs ancêtres.

## Transmission de la noblesse en Pologne

### Noblesse héréditaire
La noblesse polonaise est héritée par tous les membres de la famille. Les statuts de Wiślica (1346-1347) du roi Casimir le Grand précisent que pour appartenir à la noblesse, il faut que les deux parents en soient issus. La constitution Nihil novi de 1505 restreint l'état de noblesse à ceux qui ont les deux parents nobles et vivent dans leurs domaines familiaux, ce qui veut dire que les nobles doivent être des propriétaires terriens.
Cependant, la naissance n'est pas le seul moyen légal pour obtenir la noblesse associée au droit aux armoiries.

### Noblesse personnelle
La noblesse personnelle n'est pas héréditaire. Elle concerne principalement le clergé et par le privilège du roi Sigismund Auguste de 1535, elle est également octroyée aux professeurs de l'université de Cracovie. Au XIXe siècle, elle concerne les Polonais membres à titre personnel de la noblesse d'empire ou de la noblesse pontificale.

### Adoption héraldique
Dans sa forme originelle, l'adoption héraldique consiste en l'adoption des armoiries du roi ou de celles des familles d'épée, comme cela a lieu à l'occasion de l'union conclue à Horodło en 1413 entre le royaume de Pologne et le grand-duché de Lituanie. Pour sceller la fédération politique des deux états, quarante-sept familles polonaises admettent alors dans leurs blasons des boyards lituaniens fraichement convertis au catholicisme. Par exemple, celle qui deviendra une des plus puissantes maisons de la république des Deux Nations, la famille Radziwill, adopte alors en personne du boyard Kristinas Astikas les armoiries Trąby de l'archevêque de Gniezno Mikołaj Trąba (en).
La pratique de l'adoption héraldique s'arrête en XVIe siècle, interdite par la Diète polonaise en 1616. Désormais, seule l'assemblée nationale a le droit d'élever au rang de la noblesse, ce qui équivaut au droit de vote. L'anoblissement ainsi voté est inscrit dans les constitutions parlementaires et publié.
À partir de 1669, les nouveaux anoblis ne reçoivent qu'une noblesse incomplète (skartabellat). Le droit aux dignités et charges laïques et ecclésiastiques est acquis seulement en troisième génération. En 1775, les candidats à la noblesse ont l'obligation de posséder ou acheter une propriété foncière.

### Indigénat
L’intégration des nobles étrangers à la noblesse polonaise, appelée Indygenat (du latin indigenatio), équivaut à l'acquisition de la citoyenneté polonaise et donc au droit de vote. Initialement, la noblesse polonaise est octroyée aux étrangers par le monarque et ensuite approuvé par la Diète. C'est le roi Stefan Batory, d'origine hongroise, qui en fait l'usage pour la première fois en 1578 pour ses fils, le cardinal André Báthory et Boldizsár Báthory.
À partir 1641, l’intégration des nobles étrangers se fait uniquement par la voie d'une résolution de la Diète polonaise. L'étranger ainsi anobli doit ensuite prêter serment d'allégeance à la république des Deux Nations et au roi. Le droit aux dignités et charges laïques et ecclésiastiques est acquis seulement en troisième génération.
À partir de 1775, les étrangers anoblis doivent aussi acquérir des terres polonaises d'une valeur précise, appartenir à l'Église catholique romaine, et s'établir dans le pays.
Il n'est pas étonnant qu'avec cette procédure, sous toute l’ancienne République, la Diète ait validé plus de 1500 titres de noblesse aux étrangers.
Dans la Prusse royale, vassale de la Pologne, il existait un indigénat prussien séparé.

## Les titres de noblesse en Pologne

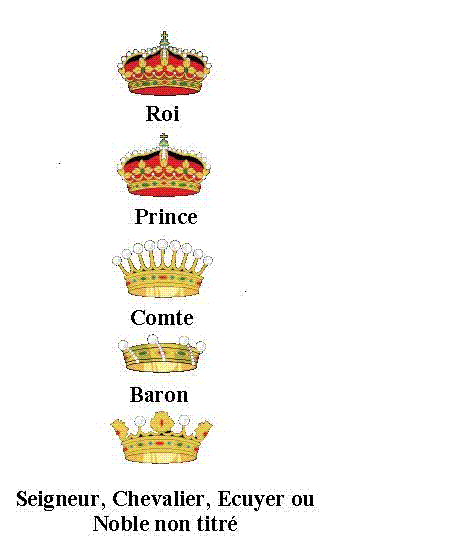
Hiérarchie des titres de noblesse polonais et couronnes de l’héraldique polonaise.

Parmi les titres portés par des familles nobles polonaises, nous retrouvons essentiellement ceux de Prince, Comte et Baron. Une seule famille polonaise porte un titre de marquis : les Wielopolski.
Aucune famille polonaise ne possède de titre qui ne soit confirmé par un document. Les usurpations de titres sont très rares.

### Dans le royaume de Pologne et la république des Deux Nations
Spécificité polonaise, les titres de noblesse sont combattus par la noblesse polonaise comme créant des distinctions inacceptables en son sein. Lorsque vers 1420 le roi Władysław Jagiełło, sur les instances de sa troisième épouse, s’apprête à faire comte son beau-fils Jan de Pilcza, le chancelier du royaume Wojciech Jastrzębiec refuse d’apposer le sceau de l’État sur une décision qu'il juge contraire aux libertés et coutumes du pays. Pour les mêmes raisons, la noblesse polonaise s’oppose longtemps à la création d’ordres de chevalerie.
L'exception est faite cependant pour le titre de prince, réservé uniquement aux fils du roi régnant. Pour reconnaître l'importance de la famille et de la tradition, ce titre est "hérité" de manière informelle. Les seuls titres polonais anciens sont donc ceux des familles princières lituano-ruthènes confirmées dans l’acte de l'Union de Lublin de 1569.
Pour la même raison, l’ordre de l’Aigle Blanc créé au XVIIIe siècle par le roi Auguste II issu la dynastie saxonne n'est pas approuvé par la Diète polonaise. Cette distinction est donc décernée surtout à des étrangers.
Un petit nombre de familles polonaises porte toutefois un titre obtenu dans des circonstances exceptionnelles. Au XVIIIe siècle deux familles, les Poniatowski en 1764 et les Poniński en 1773, se voient accorder le titre de prince par la Diète. Quelques familles portent un titre décerné par le Saint-Siège. Par exemple, le pape Léon XIII accorde aux Sobański le titre de comte.

### Sous la domination étrangère après la disparition de l’État polonais en 1795
Après la disparition de l’État polonais souverain à la suite des partages de la Pologne entre le royaume de Prusse (protestant), l’Empire russe (orthodoxe) et l’Empire autrichien (catholique), la noblesse polonaise perd ses privilèges politiques, mais sa propriété foncière continue de lui assurer une position dominante dans la société et de conserver son prestige social.
Les puissances occupant la Pologne entreprennent de grands travaux de vérification des titres. Pour gagner la faveur des grandes familles de l'ancienne république des Deux Nations, les occupants suivent tous la même politique. Ils confirment les titres nobiliaires à des familles riches et aristocratiques, tandis que la petite noblesse est confrontée à davantage de difficultés.
La dévolution des titres nobiliaires confirmé par les souverains prussiens, autrichiens ou russes, suit désormais les règles propres du souverain qui les a accordés. Ainsi la plupart des titres dynastiques prussiens, autrichiens et russes sont transmis par les hommes à l’ensemble de leurs enfants. Les titres du Saint-Siège ou du premier Empire français (un petit nombre de familles ont obtenu un titre de baron) sont le plus souvent personnels ou transmissibles par ordre de primogéniture masculine.

#### Dans l'Empire russe
L'essentiel de nouveaux "titres polonais" obtenus par des familles au XIXe siècle est décerné par l’Empire russe. Quinze familles se voient reconnaître la qualité de prince au titre du royaume de Pologne : les Czartoryski, Czetwertyński-Światopełk (en), Drucki-Lubecki, Giedroyc, Jabłonowski, Lubomirski, Mirski, Ogiński (en), Puzyna (en), Radziwiłł, Sanguszko, Sapieha, Woroniecki (pl), Zajączek et même Szujski.
La noblesse polonaise bénéficie d'un traitement assez favorable sous Paul Ier, qui rétablit les diètes provinciales, et son fils Alexandre Ier, qui confie des postes importants à des Polonais comme Adam Jerzy Czartoryski ou Seweryn Potocki (pl) et développe à leur intention les universités de Vilnius et Kharkiv. La petite noblesse, ne possédant ni terres ni serfs, est proportionnellement beaucoup plus nombreuse que son équivalent russe ; beaucoup de ses membres, ne pouvant prouver leur origine noble, sont soumis à l'imposition et à la conscription. Malgré ces radiations, la szlachta représente 64  de la noblesse de l'empire en 1816 et 55 % en 1850.
De nombreuses déportations au fond de l'Empire russe qui suivent les défaites des soulèvements polonais contre l'Empire russe, notamment l'Insurrection de Novembre 1830 et l'Insurrection de Janvier 1863, réduisent les rangs de la noblesse polonaise.
Une nouvelle action de légitimation de la noblesse menée dans les années 1836-1861 aboutit à un Inventaire des blasons du royaume de Pologne (Heroldia). Il en ressort que la part de la noblesse dans la population s'est réduit.

#### Dans l'Empire autrichien
Dans la partition autrichienne, on introduit des rangs de noblesse. La noblesse est divisée en seigneurs (magnats) et chevaliers. La première catégorie comprend les familles titrées : les princes (uniquement les descendants des dynasties régnantes), les comtes (familles ayant reçu ce titre encore à l'époque de la République polono-lituanienne) et les barons[réf. incomplète]. Le deuxième groupe est divisé en deux sous-groupes : l'ancienne noblesse (Uradel (en)), la noblesse récente (Briefadel (en)) et Landadel.

#### Dans l'Empire allemand
Dans la partition prussienne, on adopte des critères similaires de celle de l'empire autrichien en ajoutant la condition de possession de biens fonciers.

### XXesiècle
En Pologne reconstituée en 1918, la noblesse en tant qu'ordre social est abolie par la Constitution de 1921. L'article 96 de cette constitution déclare que l'État polonais renaissant ne reconnait aucun blason, titre ou privilège héréditaire. La Constitution polonaise d'avril 1935 abolit (article 81, paragraphe 2) les dispositions précédentes et les citoyens sont à nouveau autorisés à utiliser leurs titres dans leurs documents personnels.

#### Persécutions
Au XXe siècle, beaucoup de manoirs et d'archives ont brûlé lors des deux guerres mondiales. Les occupants allemands et russes ont attaqué en priorité les élites, dont les nobles polonais.
La noblesse polonaise est perçue comme une classe hostile qui devait être exterminée par les deux puissances totalitaires qui l’ont occupée en 1939 : l'Allemagne hitlérienne et l'URSS stalinienne. Les survivants ont caché leurs origines nobiliaires sous la république populaire de Pologne pour éviter le statut compromettant de « descendants d’ennemis du peuple »,,.
Les suites de la Seconde Guerre mondiale ainsi que la période de Guerre froide ont accentué ce phénomène de dissémination jusqu’à la chute du rideau de fer.

### Catégories de la noblesse polonaise
Historiquement, la noblesse polonaise traditionnelle méprisait les titres accordés par des étrangers, car la noblesse se considérait comme égale, voire égale[Quoi ?] aux rois qu'elle élisait. La famille d'un noble et la contribution historique de la famille au bénéfice de la Pologne pesaient bien plus lourd qu'un titre hérité ou étranger. Au fil du temps, la noblesse s'est stratifiée économiquement en trois groupes. Les familles les plus riches et les plus influentes étaient appelées « szlachta karmazynowa », Noblesse Cramoisie. Au-dessous d'elles se trouvait la « szlachta zagrodowa », Noblesse de la Maison, équivalente à la gentry anglaise. La strate la plus basse étant « szlachta brukowa », la Noblesse des Pavés de Rue qui quittait ses domaines et prospérait dans les villes de Pologne, comme Varsovie. Avec l'urbanisation, l'éducation et l'industrialisation qui ont fait passer la nation des terres agricoles aux villes, les stratifications précédentes ont commencé à s'estomper et ont été remplacées par la montée d'une nouvelle classe sociale : l'intelligentsia.

### Aujourd'hui

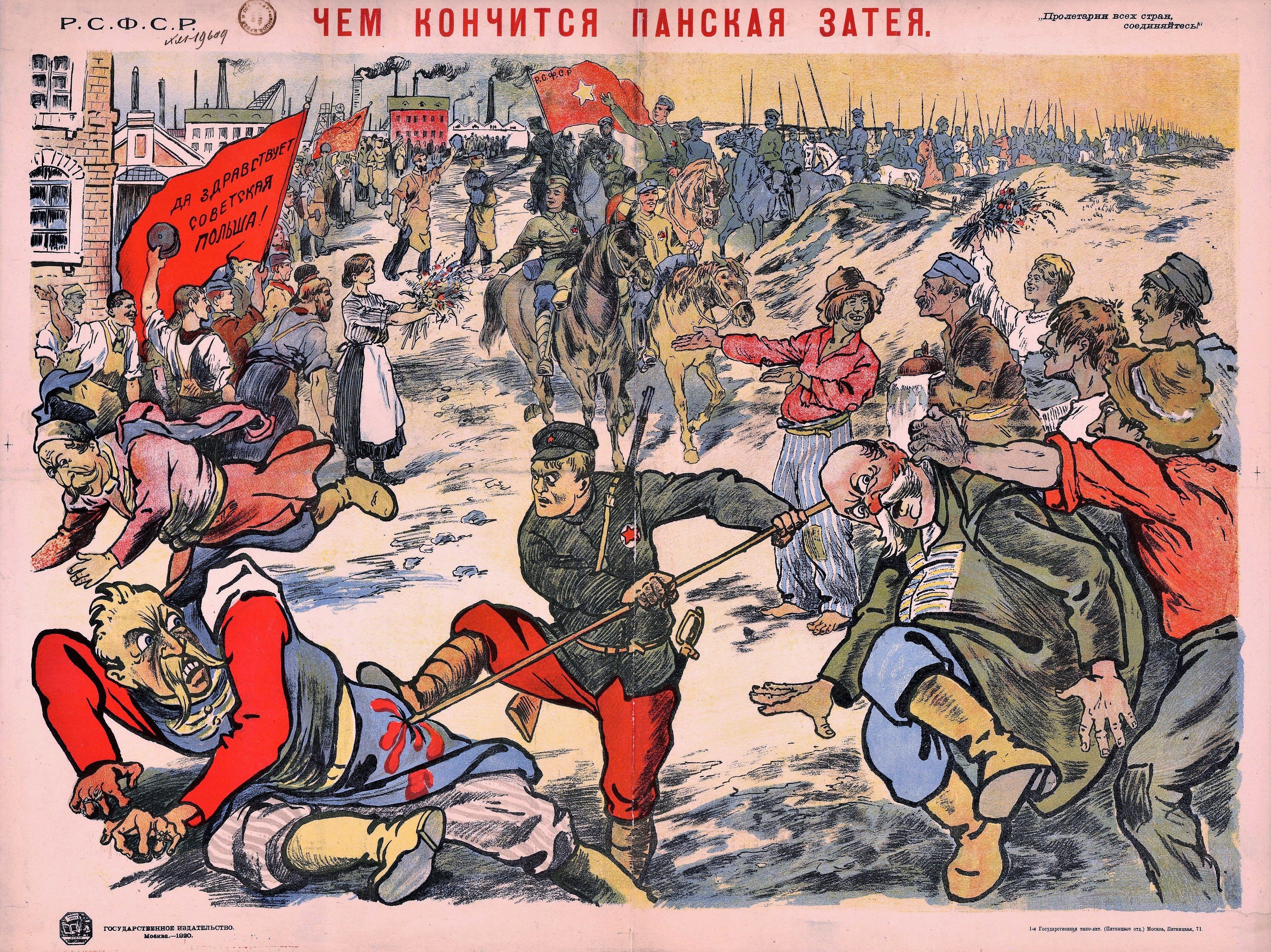
Voilà comment il faut en finir avec les maîtres ! : affiche de propagande pour la Pologne soviétique, 1920, figurant deux nobles polonais mis à terre et un troisième en fuite.

Au XXIe siècle, la noblesse polonaise subsiste toujours, bien qu’elle soit beaucoup moins nombreuse que par les siècles passés.
On trouve toujours des nobles polonais en Pologne, essentiellement composés de descendants de la grande noblesse de Pologne. Pour le reste, il y a une dissémination de la petite noblesse polonaise dans le monde entier. De nombreux nobles ont émigré à la suite de la Première Guerre mondiale mais surtout après les révolutions russes, lesquelles représentaient pour cette population un grand danger.
La Seconde Guerre mondiale ainsi que la période de Guerre froide ont accentué ce phénomène de dissémination ; jusqu’à la chute du mur de Berlin, de nombreux nobles polonais ont quitté le pays et émigré vers l’Ouest. Parmi certains clans ou groupes, on peut citer : les Radziwiłł, les Poniatowski, les Branicki, les Czartoryski, les Lubomirski, les Krasicki, les Tyszkiewicz, les Ossoliński (en), les Zamoyski, les Bieniewski, les Dębski , les Gliński, les Dziewanowski, les Princes Starza de Szolayski, les Lukawski, les Meleniewski, les Rzewuski, les Ryński, devenus par alliance Rynski d'Argence ou encore les Nabut émigrés en France comme restés en Pologne. On trouve donc de nos jours de nombreux nobles polonais dans les pays occidentaux tels que l’Allemagne, la Belgique, la Suisse mais surtout les États-Unis et la France ; ces derniers restent discrets sur leurs origines nobles qui ont été longtemps synonyme d’un danger au XXe siècle.

## Caractéristiques des noms nobles polonais

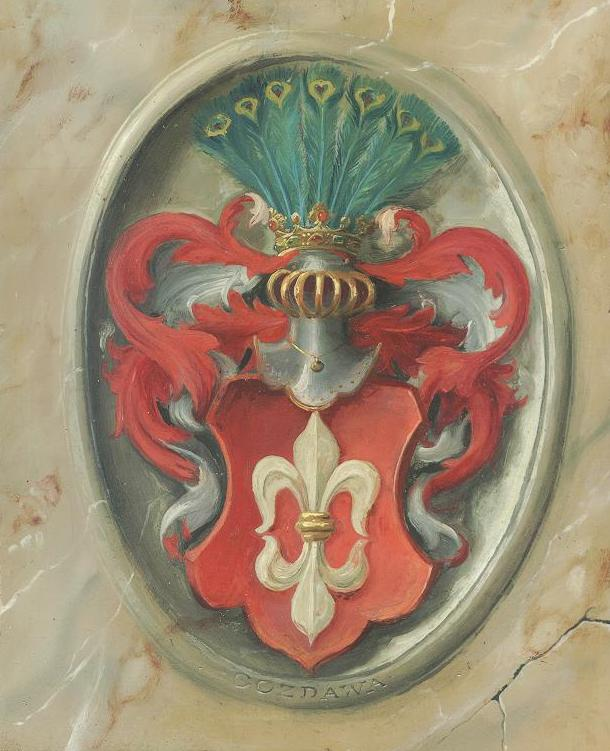
Blason Gozdawa, œuvre de Tomek Steifer, (peinture en trompe-l'œil imitant marbre et pierre fine).

Les noms nobles en Pologne ne sont pas précédés d’une particule nobiliaire pour signaler l’appartenance à la noblesse. Néanmoins, des signes distinctifs permettaient d’identifier les nobles.
La terminaison du nom : généralement, les noms de familles nobles polonais se terminent par -ski / -cki, originellement assimilable à la particule nobiliaire « de » ou « von », et caractéristique des anciennes familles polonaises. Cependant, avec le temps, les noms de famille polonais se terminant par -ski commencent à se répandre également parmi les bourgeois et les paysans. Le suffixe -ski peut donc être considéré comme une preuve d'origine noble lorsqu'il s'agit d'un nom formé avant la seconde moitié du XVIIIe siècle. Les noms de famille formés à partir du XIXe siècle avec les suffixes -ski et -cki n'ont rien à voir avec la noblesse, sauf une tentative de rehausser le statut social de la personne en question. Les XVIIIe et XIXe siècles connaissent une véritable avalanche de noms de famille de ce type.
Parfois, c"est la particule nobiliaire von, qui n’est pas polonaise mais germanique et que l’on retrouve devant quelques noms nobles polonais.

### Toponymie
Autrefois, les nobles seuls avaient des noms de famille. C’étaient le plus souvent des noms de domaine, pourvus d’un suffixe. Par exemple : d'Opalenica = Opaliński, de Branice = Branicki. Il est à noter qu'au Moyen Âge, le nom d’un domaine ne passe pas au nouvel acquéreur : l’ancien propriétaire garde son nom après la vente.
Ainsi, les noms des nobles de l'ancienne république des Deux Nations portent un suffixe en -ski ou en -cki, qui se décline pour les femmes en -ska ou en -cka et dont l'usage était autrefois réservé à la noblesse.

### Armoiries
Dans la république des Deux Nations, le nom de famille est toujours accompagné du nom du blason accordé à la famille (en polonais : herb) qui est la plupart du temps différent de celui de la famille. Par exemple, les Zamoyski portent le blason Jelita (en français : intestins) sur lequel figurent trois lances, en mémoire de leur ancêtre, le chevalier Florian Szary, anobli par le roi Władysław Łokietek pour ses faits d'armes après qu'il eut ses entrailles perforées par trois lances à la bataille de Płowce en 1331. Les Zamojski partagent cette légende avec d'autres familles de leur clan héraldique Jelita.
En effet, de nombreuses familles nobles polonaises portent et signent leur nom du même blason (armoiries). Cela vient de l'ancienne pratique de la chevalerie polonaise consistant à adopter le même blason par des familles non apparentées, mais servant sous une même bannière, mais également, de la pratique de l'anoblissement par adoption héraldique.
Si dans la république des Deux Nations, les armoiries (herb) figurent systématiquement aux côtés des noms de nobles sur des documents officiels, aujourd'hui cet usage est rare et généralement officieux et oral.

### Prédicats nobiliaires
Quelques familles polonaises faisaient figurer sur des écrits des prédicats nobiliaires d'origine latine : nobilis, honestus, generosus, illustris ou celcissimus. La langue latine étant très populaire en Pologne, des expressions et des tournures d'origine latine émaillent les écrits des « Sarmates » polonais.

### Traduction dans la langue et la tradition françaises
Si aujourd'hui de multiples combinaisons existent, elles reflètent les difficultés de traduction dans la tradition de la noblesse française. Par exemple, Jan Zamoyski appartenant au clan héraldique Jelita (pl) peut combiner son nom de la manière suivante (les versions sont classées selon les évolutions chronologiques des habitudes en la matière) : M. Jan Zamoyski des armoiries Jelita ou M. Jan Zamoyski du clan Jelita (formules les plus anciennes, utilisées dans le vieux royaume de Pologne), M. Jan Jelita Zamoyski ou M. Jan Jelita-Zamoyski (formules du XVe au XVIIe siècle reprenant le modèle des noms écrit en latin), M. Jan de Jelita-Zamoyski ou M. Jan Zamoyski de Jelita (formules utilisées par les descendants des émigrés polonais venus en France au début du XIXe siècle).